# Đội tuyển bóng đá nữ quốc gia Cộng hòa Dân chủ Nhân dân Triều Tiên
Đội tuyển bóng đá nữ quốc gia Cộng hòa Dân chủ Nhân dân Triều Tiên là đội tuyển nữ đại diện cho CHDCND Triều Tiên tại các giải đấu quốc tế dưới sự quản lý của Hiệp hội bóng đá Cộng hòa Dân chủ Nhân dân Triều Tiên (DKFA).
Đội tuyển nữ Triều Tiên là một đội tuyển mạnh hàng đầu của châu Á và thế giới. Đội tuyển đã 3 lần vô địch Cúp bóng đá nữ châu Á năm 2001, 2003 và 2008; 3 lần giành Huy chương vàng tại các kỳ Đại hội thể thao Châu Á năm 2002, 2006 và 2014. Đội cũng có 4 lần tham dự World Cup và 2 lần tham dự Olympic. Do 4 năm liền không thi đấu một trận đấu quốc tế từ 2019 đến 2023, đội hiện tại chưa được xếp hạng FIFA.

## Lịch sử

### Thập niên 1980
Dữ liệu từ thông tấn xã Trung ương Triều Tiên cho thấy bóng đá nữ tại đất nước này bắt đầu vào năm 1985. Đội bóng đá nữ đầu tiên được thành lập trong Hội thể thao tỉnh Pyeongan Nam (tiếng Hàn Quốc: 평안남도체육선수단), sau đó các đội bóng đá nữ khác bắt đầu xuất hiện. Vào ngày 19 tháng 5 năm 1986, trận đấu  giao hữu đầu tiên của các đội bóng đá nữ đã được tổ chức tại sân vận động Kim Nhật Thành ở Bình Nhưỡng.
Trận đấu quốc tế đầu tiên của đội tuyển quốc gia CHDCND Triều Tiên diễn ra vào ngày 21 tháng 12 năm 1989 đối đầu với đội tuyển Trung Quốc trong khuôn khổ Cúp bóng đá nữ châu Á lần thứ VII, trận đấu diễn ra tại Hồng Kông kết thúc với thất bại 1:4 của Triều Tiên. Sau đó, trong khuôn khổ giải đấu này, đội tuyển đã thi đấu thêm hai trận, thua 1:3 trước đội tuyển Đài Loan và thắng 4:0 trước đội tuyển Thái Lan, xếp thứ ba trong bảng và kết thúc hành trình tại giải đấu. Ngay trong năm tiếp theo 1990, đội tuyển CHDCND Triều Tiên giành được huy chương quốc tế đầu tiên, đoạt huy chương đồng tại giải bóng đá nữ Đại hội Thể thao châu Á ở Bắc Kinh, chỉ thua một trận duy nhất trước đội tuyển Trung Quốc, đồng thời giành chiến thắng 7:0 trước đội tuyển Hàn Quốc.
Ngoài vai trò là sự kiện chính, Giải vô địch bóng đá nữ châu Á 1991 tổ chức tại Trung Quốc còn là vòng loại cho Giải vô địch bóng đá nữ thế giới đầu tiên, ba đội tuyển hàng đầu châu Á được đảm bảo suất tham dự giải vô địch thế giới. Đội tuyển CHDCND Triều Tiên đã bắt đầu giải đấu khá thành công, đứng thứ hai trong bảng của mình, qua đó lọt vào bán kết. Trong trận bán kết, đội tuyển Triều Tiên đã thua đội tuyển Trung Quốc với tỷ số 0:1. Trong trận tranh hạng ba, đội tuyển gặp đội tuyển Đài Loan, kết thúc với tỷ số hòa 0-0 sau khi thi đấu chính thức và hiệp phụ, còn đội tuyển Triều Tiên thua 4-5 trong loạt sút luân lưu., đứng thứ tư tại giải đấu và trượt suất tham dự Giải vô địch thế giới. Cúp bóng đá nữ châu Á 1993 mang về cho đội tuyển CHDCND Triều Tiên huy chương bạc, khi đội tuyển thua trận chung kết trước đội tuyển Trung Quốc với tỷ số 0:3. Tại Đại hội Thể thao châu Á 1994 tổ chức tại Hiroshima, đồng thời là vòng loại cho giải vô địch thế giới 1995, đội tuyển không tham gia, bỏ lỡ cơ hội dự Giải vô địch thế giới lần thứ II. Đội tuyển CHDCND Triều Tiên cũng không tham dự Cúp bóng đá nữ châu Á 1995.
Lần đầu tiên đội vượt qua vòng loại World Cup là ở Cúp bóng đá nữ châu Á 1997. Đứng thứ hai trong bảng đấu, một lần nữa thua đội tuyển Trung Quốc. Tại bán kết, họ đánh bại đội tuyển Nhật Bản với tỷ số 1:0. Trong trận chung kết, đội tuyển gặp lại đội tuyển Trung Quốc và thua với tỷ số 0:2. Tại Đại hội Thể thao châu Á 1998, đội tuyển CHDCND Triều Tiên vào đến trận chung kết và thua đội tuyển Trung Quốc với tỷ số 0:1. Tại giải vô địch thế giới 1999, đội tuyển CHDCND Triều Tiên nằm cùng bảng với các đội tuyển Nigeria, Đan Mạch và nước chủ nhà Hoa Kỳ. Thua trận đầu tiên trước Nigeria với tỷ số 1:2, trong trận thứ hai, đội tuyển thắng Đan Mạch với tỷ số 3:0, có cơ hội tốt để vượt qua vòng bảng, nhưng thất bại trong trận đấu cuối cùng trước Hoa Kỳ với tỷ số 0:3 đã khiến đội tuyển CHDCND Triều Tiên đứng thứ ba trong bảng và không thể tiến vào giai đoạn knock-out của giải đấu.

### Thập niên 2000
Đội tuyển Triều Tiên lần đầu tiên giành chức vô địch Cúp bóng đá nữ châu Á vào năm 2001,khởi đầu giải đấu với chiến thắng đậm nhất trong lịch sử bóng đá nữ quốc tế, thắng trước đội tuyển Singapore với tỷ số 24:0, đội tuyển đã thuận lợi vượt qua vòng bảng. Và lần đầu tiên sau 12 năm, trong trận bán kết, đội tuyển đã giành chiến thắng trước đội tuyển Trung Quốc với tỷ số 3:1. Trong trận chung kết, đội tuyển Bắc Triều Tiên đã thắng đội tuyển Nhật Bản với tỷ số 2:0, ghi bàn ở các phút 68 và 75 của trận đấu. Năm 2002, đội tuyển đã giành chiến thắng tại Đại hội Thể thao châu Á, một lần nữa đánh bại đội tuyển Trung Quốc trong trận chung kết với tỷ số 2:1.
Triều Tiên khởi đầu mạnh mẽ tại World Cup 2003, khi thắng trận đầu tiên ở vòng bảng trước Nigeria với tỷ số 3-0, nhưng thua trận  thứ hai với tỷ số 0-1. Cũng giống như kỳ World Cup trước, mọi chuyện đã được quyết định ở trận đấu thứ ba với tuyển Mỹ. Trận đấu kết thúc với tỷ số 0:3 nghiêng về đội tuyển Mỹ, chỉ ghi được bàn trong hiệp hai. Đội tuyển Triều Tiên  đứng thứ 3 trong bảng và không được vào vòng chung kết. Năm 2004, đội tuyển Bắc Triều Tiên không thể giành vé tham dự Thế vận hội, Năm 2004, đội tuyển  Triều Tiên thua đội Nhật Bản 0-3 ở bán kết vòng loại và không  giành quyền tham dự Thế vận hội.
Cúp bóng đá nữ châu Á 2006, kết thúc không thành công cho đội tuyển Triều Tiên. Trong trận bán kết, đội tuyển thua đội tuyển Trung Quốc với tỷ số 0:1 và trận đấu rơi vào bế tắc sau khi một số cầu thủ Triều Tiên tấn công trọng tài người Ý Anna De Toni, khiến nhiều cầu thủ  Triều Tiên bị đình chỉ thi đấu. Bốn tháng tù và phạt 3.000 USD. Trong trận tranh hạng ba, đội tuyển Triều Tiên đã đánh bại đội tuyển Nhật Bản và giành quyền tham dự World Cup tiếp theo. Tại Đại hội thể thao châu Á 2006, đội tuyển Triều Tiên đã đánh bại đội tuyển Nhật Bản trong loạt sút luân lưu và giành huy chương vàng năm thứ hai liên tiếp.
Tại giải vô địch thế giới 2007 diễn ra tại Trung Quốc, đội tuyển Triều Tiên lại nằm cùng bảng với các đội tuyển Nigeria, Thụy Điển và Hoa Kỳ. Trận mở màn với đội tuyển Mỹ kết thúc với tỷ số hòa 2:2, trong trận thứ hai đội tuyển Triều Tiên thắng đội tuyển Nigeria 2:1, và trận thứ ba đội tuyển thua đội tuyển Thụy Điển 1:2, tuy nhiên số điểm kiếm được đủ để đội tuyển đứng thứ hai trong bảng và lần đầu tiên trong lịch sử vào tứ kết của giải vô địch thế giới. Trong trận tứ kết gặp đội tuyển Đức - đội sau đó vô địch thế giới, đội tuyển Triều Tiên thua trận với tỷ số 0:3. Vòng loại Thế vận hội 2008, đội tuyển Triều Tiên kết thúc ở vị trí nhất bảng với chiến thắng trong cả sáu trận, với tổng số bàn thắng là 51:0. Tại Thế vận hội lần đầu tiên tham gia, đội tuyển không vượt qua vòng bảng, kết thúc các trận đấu với đội tuyển Đức (0:1), Brasil (1:2) và Nigeria (1:0). Danh hiệu vô địch châu Á thứ ba của đội tuyển Triều Tiên được xác lập vào năm 2008 tại Việt Nam, giành chiến thắng trong tất cả năm trận đấu, đánh bại đối thủ Trung Quốc trong trận chung kết với tỷ số 2:1.

### Thập niên 2010
Đội tuyển Triều Tiên đã lọt vào chung kết Cúp bóng đá nữ châu Á 2010,  nhưng thua Australia trong loạt sút luân lưu, nhưng đã đủ điều kiện để giành quyền tham dự World Cup 2011, sẽ được tổ chức tại Đức vào ngày 7 tháng 6. Trong thời gian diễn ra Giải vô địch thế giới 2011 tại Đức,  FIFA công bố phát hiện dấu vết. Hai cầu thủ của đội tuyển Triều Tiên (Choi Sung-hee và Park Sung-hyang) được biết là đã sử dụng doping (Steroid đồng hóa bị cấm) và bị loại khỏi giải đấu sau trận vòng bảng gặp đội tuyển Colombia.. Ngày 16/6, FIFA thông báo thêm 3 cầu thủ bị phát hiện sử dụng chất cấm, kết quả này được nhận sau khi kiểm tra tất cả các cầu thủ của đội tuyển. Vào ngày 25 tháng 8, FIFA đã cấm Park và đội tuyển Triều Tiên tham dự vòng loại World Cup 2015 và phạt 400.000 USD, bằng số  tiền thưởng của đội tuyển Triều Tiên đứng thứ 13  tại World Cup. Sung Hyang, Myung Hee Hong, Eun Byul Ho và Eun Hyang Ri bị cấm tham gia các sự kiện liên quan đến bóng đá trong 1 năm rưỡi, Choi Sung Hee bị cấm 1 năm rưỡi, bác sĩ của đội bị cấm tham gia các sự kiện liên quan đến bóng đá trong sáu năm.Ngoài ra, đội còn bị cấm tham dự Giải bóng đá nữ châu Á 2014.
Dù bị cấm tham gia giải vô địch thế giới 2015, đội tuyển vẫn vượt qua vòng loại cho Thế vận hội 2012. Tại Thế vận hội, đối thủ của Triều Tiên ở vòng bảng là các đội tuyển Colombia, Pháp và Mỹ. Trận đấu đầu tiên của đội tuyển diễn ra vào ngày 25 tháng 7 đã gây ra scandal do lỗi của ban tổ chức, khi họ đặt cờ Hàn Quốc bên cạnh tên các cầu thủ Triều Tiên trên bảng điện tử sân vận động Hampden Park. Các cầu thủ Triều Tiên từ chối bắt đầu trận đấu, phải mất 1 giờ 05 phút để giải quyết vấn đề và thuyết phục các cầu thủ Triều Tiên thi đấu. Trận đấu kết thúc với chiến thắng 2:0 cho Triều Tiên. Trận đấu tiếp theo, đội tuyển thua Pháp với tỷ số 0:5, đây là trận thua đậm nhất trong lịch sử đội tuyển. Trận cuối cùng của vòng bảng, đội tuyển thua Mỹ 0:1. Đứng thứ ba trong bảng, đội tuyển không vào vòng đấu loại trực tiếp, xếp hạng 9 chung cuộc.

## Thành tích

### Giải vô địch bóng đá nữ thế giới
| Năm  | Kết quả                  | ST                       | T                        | H                        | B                        | BT                       | BB                       | HS                       |
| ---- | ------------------------ | ------------------------ | ------------------------ | ------------------------ | ------------------------ | ------------------------ | ------------------------ | ------------------------ |
| 1991 | Không vượt qua vòng loại | Không vượt qua vòng loại | Không vượt qua vòng loại | Không vượt qua vòng loại | Không vượt qua vòng loại | Không vượt qua vòng loại | Không vượt qua vòng loại | Không vượt qua vòng loại |
| 1995 | Không tham dự            | Không tham dự            | Không tham dự            | Không tham dự            | Không tham dự            | Không tham dự            | Không tham dự            | Không tham dự            |
| 1999 | Vòng bảng                | 3                        | 1                        | 0                        | 2                        | 4                        | 6                        | −2                       |
| 2003 | Vòng bảng                | 3                        | 1                        | 0                        | 2                        | 3                        | 4                        | −1                       |
| 2007 | Tứ kết                   | 4                        | 1                        | 1                        | 2                        | 5                        | 7                        | −2                       |
| 2011 | Vòng bảng                | 3                        | 0                        | 1                        | 2                        | 0                        | 3                        | −3                       |
| 2015 | Bị cấm thi đấu           | Bị cấm thi đấu           | Bị cấm thi đấu           | Bị cấm thi đấu           | Bị cấm thi đấu           | Bị cấm thi đấu           | Bị cấm thi đấu           | Bị cấm thi đấu           |
| 2019 | Không vượt qua vòng loại | Không vượt qua vòng loại | Không vượt qua vòng loại | Không vượt qua vòng loại | Không vượt qua vòng loại | Không vượt qua vòng loại | Không vượt qua vòng loại | Không vượt qua vòng loại |
| 2023 | Rút lui                  | Rút lui                  | Rút lui                  | Rút lui                  | Rút lui                  | Rút lui                  | Rút lui                  | Rút lui                  |
| 2027 | Chưa xác định            | Chưa xác định            | Chưa xác định            | Chưa xác định            | Chưa xác định            | Chưa xác định            | Chưa xác định            | Chưa xác định            |
| Tổng | 4/9                      | 13                       | 3                        | 2                        | 8                        | 12                       | 20                       | −8                       |

### Thế vận hội Mùa hè
| Năm  | Kết quả                  | ST                       | T                        | H                        | B                        | BT                       | BB                       | HS                       |
| ---- | ------------------------ | ------------------------ | ------------------------ | ------------------------ | ------------------------ | ------------------------ | ------------------------ | ------------------------ |
| 1996 | Không vượt qua vòng loại | Không vượt qua vòng loại | Không vượt qua vòng loại | Không vượt qua vòng loại | Không vượt qua vòng loại | Không vượt qua vòng loại | Không vượt qua vòng loại | Không vượt qua vòng loại |
| 2000 | Không vượt qua vòng loại | Không vượt qua vòng loại | Không vượt qua vòng loại | Không vượt qua vòng loại | Không vượt qua vòng loại | Không vượt qua vòng loại | Không vượt qua vòng loại | Không vượt qua vòng loại |
| 2004 | Không vượt qua vòng loại | Không vượt qua vòng loại | Không vượt qua vòng loại | Không vượt qua vòng loại | Không vượt qua vòng loại | Không vượt qua vòng loại | Không vượt qua vòng loại | Không vượt qua vòng loại |
| 2008 | Vòng bảng                | 3                        | 1                        | 0                        | 2                        | 2                        | 3                        | –1                       |
| 2012 | Vòng bảng                | 3                        | 1                        | 0                        | 2                        | 2                        | 6                        | –4                       |
| 2016 | Không vượt qua vòng loại | Không vượt qua vòng loại | Không vượt qua vòng loại | Không vượt qua vòng loại | Không vượt qua vòng loại | Không vượt qua vòng loại | Không vượt qua vòng loại | Không vượt qua vòng loại |
| 2020 | Rút lui                  | Rút lui                  | Rút lui                  | Rút lui                  | Rút lui                  | Rút lui                  | Rút lui                  | Rút lui                  |
| 2024 | Không vượt qua vòng loại | Không vượt qua vòng loại | Không vượt qua vòng loại | Không vượt qua vòng loại | Không vượt qua vòng loại | Không vượt qua vòng loại | Không vượt qua vòng loại | Không vượt qua vòng loại |
| 2028 | Chưa xác định            | Chưa xác định            | Chưa xác định            | Chưa xác định            | Chưa xác định            | Chưa xác định            | Chưa xác định            | Chưa xác định            |
| 2032 | Chưa xác định            | Chưa xác định            | Chưa xác định            | Chưa xác định            | Chưa xác định            | Chưa xác định            | Chưa xác định            | Chưa xác định            |
| Tổng | 2/8                      | 6                        | 2                        | 0                        | 4                        | 4                        | 9                        | -5                       |

### Cúp bóng đá nữ Châu Á
| Năm  | Kết quả                  | ST                       | T                        | H                        | B                        | BT                       | BB                       | HS                       |
| ---- | ------------------------ | ------------------------ | ------------------------ | ------------------------ | ------------------------ | ------------------------ | ------------------------ | ------------------------ |
| 1989 | Vòng bảng                | 3                        | 1                        | 0                        | 2                        | 6                        | 7                        | −1                       |
| 1991 | Hạng tư                  | 6                        | 3                        | 1                        | 2                        | 25                       | 2                        | +23                      |
| 1993 | Á quân                   | 5                        | 3                        | 1                        | 1                        | 18                       | 4                        | +14                      |
| 1995 | Không tham dự            | Không tham dự            | Không tham dự            | Không tham dự            | Không tham dự            | Không tham dự            | Không tham dự            | Không tham dự            |
| 1997 | Á quân                   | 5                        | 3                        | 0                        | 2                        | 24                       | 6                        | +18                      |
| 1999 | Hạng ba                  | 6                        | 4                        | 1                        | 1                        | 28                       | 8                        | +20                      |
| 2001 | Vô địch                  | 6                        | 6                        | 0                        | 0                        | 53                       | 1                        | +52                      |
| 2003 | Vô địch                  | 6                        | 5                        | 1                        | 0                        | 50                       | 3                        | +47                      |
| 2006 | Hạng ba                  | 6                        | 4                        | 1                        | 1                        | 16                       | 3                        | +13                      |
| 2008 | Vô địch                  | 5                        | 5                        | 0                        | 0                        | 14                       | 1                        | +13                      |
| 2010 | Á quân                   | 5                        | 3                        | 1                        | 1                        | 7                        | 2                        | +5                       |
| 2014 | Bị cấm thi đấu           | Bị cấm thi đấu           | Bị cấm thi đấu           | Bị cấm thi đấu           | Bị cấm thi đấu           | Bị cấm thi đấu           | Bị cấm thi đấu           | Bị cấm thi đấu           |
| 2018 | Không vượt qua vòng loại | Không vượt qua vòng loại | Không vượt qua vòng loại | Không vượt qua vòng loại | Không vượt qua vòng loại | Không vượt qua vòng loại | Không vượt qua vòng loại | Không vượt qua vòng loại |
| 2022 | Rút lui                  | Rút lui                  | Rút lui                  | Rút lui                  | Rút lui                  | Rút lui                  | Rút lui                  | Rút lui                  |
| 2026 | Vượt qua vòng loại       | Vượt qua vòng loại       | Vượt qua vòng loại       | Vượt qua vòng loại       | Vượt qua vòng loại       | Vượt qua vòng loại       | Vượt qua vòng loại       | Vượt qua vòng loại       |
| Tổng | 10/19                    | 53                       | 37                       | 6                        | 10                       | 241                      | 37                       | +204                     |

### Đại hội thể thao Châu Á
| Năm  | Kết quả       | ST            | T             | H             | B             | BT            | BB            | HS            |
| ---- | ------------- | ------------- | ------------- | ------------- | ------------- | ------------- | ------------- | ------------- |
| 1990 | Hạng ba       | 5             | 2             | 2             | 1             | 19            | 3             | +16           |
| 1994 | Không tham dự | Không tham dự | Không tham dự | Không tham dự | Không tham dự | Không tham dự | Không tham dự | Không tham dự |
| 1998 | Á quân        | 5             | 3             | 1             | 1             | 26            | 4             | +22           |
| 2002 | Vô địch       | 5             | 4             | 1             | 0             | 8             | 0             | +8            |
| 2006 | Vô địch       | 5             | 4             | 1             | 0             | 16            | 2             | +14           |
| 2010 | Á quân        | 4             | 2             | 1             | 1             | 5             | 2             | +3            |
| 2014 | Vô địch       | 5             | 5             | 0             | 0             | 16            | 2             | +14           |
| 2018 | Hạng 6        | 4             | 2             | 0             | 2             | 25            | 4             | +21           |
| 2022 | Á quân        | 5             | 4             | 0             | 1             | 30            | 5             | +25           |
| 2026 | Chưa xác định | -             | -             | -             | -             | -             | -             | -             |
| 2030 | Chưa xác định | -             | -             | -             | -             | -             | -             | -             |
| 2034 | Chưa xác định | -             | -             | -             | -             | -             | -             | -             |
| Tổng | 7/8           | 36            | 26            | 6             | 6             | 145           | 22            | +123          |